# Incachernes mexicanus
Incachernes mexicanus är en spindeldjursart som beskrevs av Beier 1933. Incachernes mexicanus ingår i släktet Incachernes och familjen blindklokrypare. Inga underarter finns listade i Catalogue of Life.